# 行政院新聞局劇情漫畫獎
行政院新聞局劇情漫畫獎是台灣的漫畫獎，乃行政院新聞局依「挑戰二〇〇八：國家發展重點計畫」之子計畫「發展圖文出版產業計畫」，為了促進國內漫畫產業發展所舉辦。劇情漫畫獎為近年來台灣重要的漫畫比賽之一，亦是少數徵選原創長篇劇情的漫畫獎項，獎金亦為國內最高 ，於2003年由臺北市漫畫從業人員職業工會理事長賴有賢催生 。許多臺灣本土漫畫家以此漫畫獎項為踏板出版首本單行本，甚至有些作者得以在漫畫雜誌上連載。
劇情漫畫獎於2009年舉行最後一屆，翌年新聞局以金漫獎取代之，報名規則與獎項均多有變更。

## 獎項

### 2003-2005年 （92-94年度）
不分名次，每名獎金50萬共十名

### 2006-2007年（95-96年度）
特優獎
獎金70萬元共一名
優勝獎
獎金60萬元共一名
佳作獎
獎金40萬元共五名
新人獎
獎金15萬元共兩名
最佳劇情獎
無獎金共一名

### 2008年（97年度）
首獎
獎金新臺幣60萬元共一名
優勝獎
獎金新臺幣40萬元共四名
新人獎
獎金新臺幣15萬元共一名
最佳劇情獎
無獎金共一名

## 得獎名單

### 2003年（92年度）
- 時間森林（黃俊維）
- 儷人蠻（游圭秀）
- 仙曲（鄧壽慈）
- 獵魔人（張永仁）
- 李杜江湖（蕭逸清）
- 龜兔賽跑劇情版（敖幼祥）
- 台灣精英列傳─陳澄波的故事（陳婉菁、李俊隆）
- 聊齋之聶小倩（林生才）
- 心魔迷蹤（曾煥勤、葉盈孜）
- 劍仙群俠傳─極道封印篇（仇鵬欽）

### 2004年（93年度）
- 史坦利之石（李常勝）
- 幽夢影（蔡慧君）
- 聊齋之黃梁夢（林生才）
- 賭命法則（張放之）
- 戀曲2004（王志銘）
- 2228（陳柏堯）
- 子息（任正華）
- 雙鬟（任正華）
- 吾乃韓信（葉昌明）

本年度從缺一名

### 2005年（94年度）
- 奇門之刺乾（仇鵬豪、楊國龍）
- 通天寶（任正華）
- 記憶感應師（郭冠良）
- 潘安艾力士（陳馨怡）
- 星之船（黃俊維）
- 新潮救世主（黃佳莉）
- 存活證（黃仁宥、周淑琴）
- 花城故事（葉乃滋）
- HALLELUYAH SUNNY-DAY我心亦晴（劉佳青）
- 最後的連線遊戲（蕭乃中）

### 2006年（95年度）

#### 特優獎
- 惡魔油膏（黃鈺婷、黃琬婷）

#### 優勝獎
- 二聲春秋（杜培嘉）

#### 佳作獎
- Awesome新齊天（葉明軒）
- It’s My Way（阮光民）
- 世界封閉（石勝元）
- 回：家/Find The Way Home（呂水世）
- 神來一筆（陳漢玲）
- 寶貝熊（張放之）

#### 新人獎
- Pizza Man（溫大成）

#### 最佳劇情獎
- 惡魔油膏（黃鈺婷、黃琬婷）

### 2007年（96年度）

#### 特優獎
- 星光勇者（洪培恩）

#### 優勝獎
- 惡犬來喜（張放之）

#### 佳作獎
- 永世‧永遠Forever And Ever（劉佳青）
- 板skate（許瑞峰）
- 幸福－你所在的地方（袁燕華）
- 黃昏的散步者（蕭乃中）
- 雕塑王（張佩芳）
- 沈墨（周玉騏）

#### 新人獎
- 碰莫點吉（黃于航）

#### 最佳劇情獎
- 黃昏的散步者（蕭乃中）

### 2008年（97年度）

#### 首獎
- 柯普雷的翅膀蓋亞文化，2009年1月9日，ISBN 9789866815935

#### 優勝
- 我的女朋友是個他（林玉琴）威向文化，2009年1月8日，ISBN 9789862063217
- 覺醒人間：螂女飛翔傳（李隆杰）東立，2008年12月30日，ISBN 9789861031255
- 我是誰（曾建華）博海文化，2009年1月9日，ISBN 9789868311886
- 勒令特搜（張立翰）台灣東販，2009年1月13日，ISBN 9789861768359

#### 新人獎
- 烈士（葉羽桐）

#### 最佳劇情獎
- 柯普雷的翅膀

### 2009年（98年度）

#### 首獎
- 東華春理髮廳（阮光民）

#### 優勝
- STORY 童話書裡的童話（彭希超）台灣角川書店，2010年1月9日，ISBN 978-986-2374-98-6
- FLAVORS 魔廚（葉璇、辜萱慧）蓋亞文化，2010年1月20日，ISBN 978-986-6473-60-9
- 北極小熊（張放之）
- The Window（窗）（莊永新）大辣出版，2010年12月29日，ISBN 978-986-6634-14-7

#### 新人獎
- 畫幻者（林芳宇）

#### 最佳劇情獎
- FLAVORS 魔廚（葉璇、辜萱慧）

#### 最佳人氣獎
- FLAVORS 魔廚（葉璇、辜萱慧）

## 評審委員名單

### 2001年（92年度）
- 莊明振
- 黃博弘
- 洪德麟
- 蔡岳勳
- 麥人
- 阿推
- 幾米
- 黃建和
- 施文祥
- 納蘭真
- 黃瀛州

### 2002-2006年（93-95年度）
- 未公佈

### 2007年（96年度）
- 蘇微希
- 蔡智軒
- 陳君平
- 張鈞智
- 阿推
- 水瓶鯨魚
- 傑利小子
- 黃瀛洲
- 邱德炎

### 2008年（97年度）
- 朱學恒
- 李勉之
- 何清輝
- 依歡
- 林芳吟
- 林依辰
- 陳君平
- 黃健和
- 蔡鴻忠

## 外部連結
- 96年度劇情漫畫獎官網
- 95年度劇情漫畫獎官網